# Cinisello Balsamo
Cinisello Balsamo é uma comuna italiana da região da Lombardia, província de Milão, com cerca de 72.402 habitantes. Estende-se por uma área de 12 km², tendo uma densidade populacional de 6034 hab/km². Faz fronteira com Monza, Muggiò, Nova Milanese, Paderno Dugnano, Cusano Milanino, Sesto San Giovanni, Bresso.

## Demografia
| Variação demográfica do município entre 1861 e 2011                               |
|                                                                                   |
| Fonte: Istituto Nazionale di Statistica (ISTAT) - Elaboração gráfica da Wikipedia |